# Посёлок Института пути
Посёлок Института пути (городок Института Пути, посёлок ЦНИИС, позднее — 21-й квартал Бабушкинского района) — комплекс научных, административных и производственных зданий Института транспортного строительства и его приемников, расположенные на Бескудниковской железнодорожной ветке, а также возникшие рядом с ними жилые кварталы и общественные здания. Центральная площадь городка находилась на пересечении современных улицы Вересковой и Игарского проезда. До 1960 года считался частью подмосковного города Бабушкин, хотя располагался поодаль от центра города и не попал на план Бабушкина 1960 года.

…До вхождения в состав Москвы, городок Института пути был полностью автономным с точки зрения систем жизнеобеспечения… В городке была своя котельная, по-моему, водопровод, сеть магазинов, стадион, каток, школа, клуб, детские сады, поликлиники взрослая и детская, пожарная часть, канализация с очистными сооружениями. Эти службы/системы одна за одной подключались к городским и, конечно, полностью растворились в них, наверно, в семидесятые.
— Александр Середа, цитата по сайту «Северяне», статье «Институт пути и окрестности. Загадочные подземные сооружения»

## Улицы и транспорт
- улица Мира (современная Ивовая улица)
- улица Калинина (современный Игарский проезд), являлся частью Институтского шоссе, шедшего по современным Игарскому проезду, Радужной улице к городу Бабушкин
- улица Дружбы (она же улица Молотова, современная Вересковая улица)
- улица Просвещения (сохранила название)
- Зелёная улица (современный Тенистый проезд)
- центральная площадь перед историческим зданием института (фото площади 1954 года)

Железнодорожная станция Институт пути.
Исторические карты:
- пустая местность на карте окрестностей Москвы 1931 года
- первые постройки городка на плане Москвы 1937 года
- на плане Москвы 1952 года
- на плане Москвы 1968 года
- на аэрофотосъёмке 1975 года
- на карте Москвы 1996 года

## История
- заболоченная лесистая местность напротив устья реки Чермянки располагалась между находящимися рядом усадьбами Свиблово и Медведково.
- до 1812 года на месте современного Тенистого проезда располагалась деревня Поповка (Поповская, Выползово)[3][4]
- 1920-е - строительство «финских» домиков — щитовых с засыпными стенами на 2 квартиры
- 1929 год — органами власти выделен участок лесистой местности, примыкающий к Бескудниковской железной дороге, для строительства Научно-исследовательский институт пути и строительства и посёлка для его сотрудников[5].
- 1929—1932 годы — первые жилые многоэтажные дома
  - «Первый дом» (1929 год) — Вересковая ул., дом № 1 — в доме располагалась библиотека — расселён в декабре 2004, снесён в январе-феврале 2005[6][7].
  - «Второй дом» (1932 год, пристройка полукруглой части в 1934 году) Игарский проезд, дом 12 корпус 2 — снесён в феврале 2006 года[8][7]
  - «Третий дом» (Ивовая ул, дом 6) снесён около 2007 года
- в начале 1930-х годов на месте проезда планировалось создание парка культуры и отдыха, но проект не был реализован[9]
- 1933 год — двухэтажные жилые дома по Вересковой улице
- 1933 год — построена пожарная часть (Ивовая улица, дом 5 корп. 1 - в 1963 году перестроена в вычислительный центр[8]) — деревянная каланча с северо-восточного торца здания утрачена[10][11], пожарный пруд к северу от здания виден на некоторых старых картах[12]
- 1934 год — завершено основное здание ЦНИИТС путевого хозяйства в конструктивистском стиле (фото исходной входной группы, перестроенной в 1950-е)
- 1934 год — конструктивистское здание путевого хозяйства
- 1934 год — здание столовой и клуба (Ивовая ул., 1 корпус 1 — сильно перестроен в 1990-е)
- 1934 год — открылась первая начальная школа в здании на Вересковой улице[10]
- 1936 год — здание бани
- 1941 год — «Новопутейской» корпус с элементами конструктивизма (Игарский проезд, дом 11)
- 1941—1945 годы — рядом с домами городка на берегу Яузы располагались позиции зенитной артиллерии[13]
- 1945 год — построено новое деревянное двухэтажное здание начальной школы на углу улиц Ивовой и Просвещения[10]
- 1948 год — открыта станция Институт пути
- конец 1940-х — оборудование стадиона[14]
- 1951 год — построено новое двухэтажное каменное здание школы на ул. Просвещения[10] (современный адрес Ивовая улица, дом 3 — лечебный корпус больницы)
- 1952 год — квартал трёхэтажных жилых домов на пересечении улиц Вересковая и Просвещения
- 1955 год — демонстрационно-испытательный корпус путевых машин ЦНИИ, Опытный завод путевых машин МПС (проезд Русанова, дом 2)
- 1956 год — лабораторный корпус (Ивовая улица, дом 2)
- 1960 год - канализационная насосная станция «Институтская» (проезд Русанова, дом 8)
- 1962 год — оборудование гидролаборатории рядом с Кольским прудом[15]
- 1963 год — новый пятиэтажный корпус школы (школа № 1138 — Тенистый проезд, дом 8 стр 1)
- 1966 год — Лаборатория контактных сетей ЦНИИС (Кольская улица, дом 7 стр 1)
- 2004 год — снос четырёхэтажного дома 1 по Вересковой улице (постройки 1934 года)
- февраль 2006 года — снос конструктивистского дома 12 корп. 2 по Игарскому проезду (постройке 1934 года)

## Здания институтов
| Название | Адрес                                   | Год постройки | Изображение | Категория                                       |
| --- | --------------------------------------- | ------------- | ----------- | ----------------------------------------------- |
| ЦНИИТС — старый главный корпус (входная группа перестроена в 1950-х)                                                                                              | Игарский проезд, дом 2                  | 1934          |             | commons:Category:Igarsky Proezd, 2              |
| ВНИИЖТ — отделение путевого хозяйства («Старопутейской» корпус)                                                                                                   | Игарский проезд, дом 9 корп. 1          | 1934          |             | commons:Category:Igarsky Proezd, 9k1            |
| ЦНИИТС — отделения «Путь и путевое хозяйство» и «Метрополитены» («Новопутейской» корпус)                                                                          | Игарский проезд, дом 11                 | 1941          |             | commons:Category:Igarsky Proezd, 11             |
| ЦНИИТС — НИЦ «Мосты» | Вересковая улица, дом 2                 | 1949          |             | commons:Category:Vereskovaya Street, 2 (Moscow) |
| Экспериментальный завод путевых машин ВНИИ Железнодорожного транспорта (Демонстрационно-испытательный корпус путевых машин ЦНИИ, Опытный завод путевых машин МПС) | проезд Русанова, дом 2                  | 1955          |             | commons:Category:Rusanova Proezd, 2 (Moscow)    |
| ЦНИИТС — лабораторный корпус, НИЦ «Тоннели» | Ивовая улица, дом 2                     | 1956          |             | commons:Category:Ivovaya Street, 2              |
| ЦНИИТС — Лаборатория контактной сети | Кольская улица, дом 7 стр 1             | 1966          |             |                                                 |
| ЦНИИТС — новый корпус, Экспериментальный завод ЦНИИС | Кольская улица, дом 1                   | 1979          |             | commons:Category:Kolskaya Street, 1             |
| Гидравлическая лаборатория | Тенистый проезд рядом с Кольским прудом | ?             |             |                                                 |
| Корпус "Древесина" | Игарский проезд, дом 4, стр. 2          | ?             |             |                                                 |

## Жилые и общественные здания
| Название                                                     | Адрес                                     | Год постройки | Изображение | Категория                                 |
| ------------------------------------------------------------ | ----------------------------------------- | ------------- | ----------- | ----------------------------------------- |
| Комплекс жилых и административных зданий по Вересковой улице | Вересковая улица, дома 4, 5, 7, 8, 10     | 1933-1950     |             | commons:Category:Vereskovaya Street       |
| Здание бани                                                  | Вересковая улица, дом 6                   | 1936          |             | commons:Category:Vereskovaya Street, 6    |
| Стадион Института пути                                       | Тенистый проед                            | 1930-е        |             | commons:Category:Sviblovo stadium         |
| Здание школы                                                 | Улица Ивовая, дом 3                       | 1950          |             | commons:Category:Ivovaya Street, 3        |
| Квартал трёхэтажных жилых домов                              | пересечение улиц Вересковая и Просвещения | 1952-1953     |             | commons:Category:Vereskovaya Street, 12k1 |